# Tritonus
De tritonus (afgekort TT) is elk muzikaal dissonant interval bestaande uit drie hele toonafstanden (tri betekent drie).
Zoals de overmatige kwart, bijvoorbeeld van f' naar b':
De tritonus is in de evenredig zwevende temperatuur het enige interval dat hetzelfde klinkt als zijn omkering; de overmatige kwart is namelijk enharmonisch gelijk aan de verminderde kwint.
In de omkering: van b' naar f":
In de gelijkzwevende stemming bedraagt de frequentieverhouding precies de vierkantswortel uit 2 (het is exact de helft van één octaaf), ofwel 600 cents.
Het is een gebruikelijk misverstand dat in de middeleeuwen de tritonus als melodisch interval een verboden interval was dat met de duivel werd geassocieerd, diabolus in musica. Er is geen bewijs voor, maar het werk Dum sigillum summi patris van Pérotin is van ongeveer 1200 en bevat meerdere tritoni. De eerste tekst die over diabolos in musica schrijft is Gradus ad parnassum van Johann Fux uit de 18de eeuw. Die stelde mi contra fa est diabolo in musica. Normaal vormen mi en fa geen tritonus, maar wel voor de mi van de harde hexachord met de fa van de zachte hexachord. Dit was een gebruikelijke wijze voor het onderverdelen van zangpartijen in de middeleeuwen.
Over tijd is men de tritonus anders gaan associëren. Zeker onder invloed door het veelvuldige gebruik ervan in gitaarriffs in de heavy metal, wiens musici die mythe graag populariseerden gezien hun imago. In feite is de tritonus meer een harmonisch dan een melodisch interval; gezien het feit dat de muziek van de middeleeuwen meer melodisch dan harmonisch was georiënteerd.
Door het dissonante karakter van de interval wordt de tritonus vaak gebruikt om een dringend, onbehaaglijk gevoel teweeg te brengen. In veel zware rockmuziek, bijvoorbeeld heavy metal, wordt dit interval veelvuldig gebruikt om een 'eng' of 'dreigend' sfeertje neer te zetten, maar bijvoorbeeld ook in het tweetonige intro van 'Purple Haze' van Jimi Hendrix. De basis hiervan ligt in de blues. De blues is gebaseerd op kleine septiem-akkoorden waarin de grote terts en het kleine septiem een tritonus vormen. De blues bestaat uit drie tritonus-akkoorden: de tritonus van de grondtoon, de tritonus die een halve noot lager ligt en een tritonus die een halve noot hoger ligt dan die van de grondtoon.
Om dezelfde reden wordt het gebruikt in filmmuziek. Een voorbeeld hiervan is Maria in de West Side Story, geschreven door Leonard Bernstein. Ook in bijvoorbeeld Benjamin Britten's War Requiem wordt veelvuldig gebruikgemaakt van de tritonus.
In de heletoonsreeks is de tritonus veelvuldig aanwezig. Vanwege het exotisch karakter van het interval werd het dan ook veel in impressionistische muziek toegepast. Ook de moderne klassieke componisten gebruikten het interval veelvuldig, omdat de tritonus als interval de twee meest van elkaar verwijderde tooncentra in zich verenigt.

## Septimale tritonus
De septimale tritonus ook wel Huygens' tritonus of BP kwart genoemd is de toon die 7/5x zo hoog is als de grondtoon. Deze toon is een van de tonen van de septimalenreeks. De toon is consonant met de grondtoon, omdat ze gezamenlijk de consonante boventoon 7/1 delen (voor de septimale tritonus is die boventoon een 5/1-boventoon). De toon is tevens harmonieus met andere septimalen (7/6, 7/4, 7/3, 7/2) die geen van allen in de gelijkzwevende stemming en andere Westerse stemmingen voorkomen. Curieus genoeg is de toon in tegenstelling tot de grondtoon niet consonant met het octaaf. Omdat de toon verder tevens geen enkel harmonisch verband vertoont met andere tonen die harmonisch zijn tot de grondtoon, is hij onbruikbaar in veel toonschalen. Dit is de reden dat de aangepaste verwante toon uit de gelijkzwevende stemming, de halve toon tussen de kwart en de kwint, als dissonant en moeilijk toepasbaar in toonladders beschouwd wordt.

## Geluidsfragment
Klik hier om de tritonus van een C-Fis te beluisteren (midi)